# Kasnyik András
Kasnyik András (Jajhalompuszta, 1930. március 19. – Budapest, 2009. március 22.) magyar diplomata.

## Gyermekkor, iskolák
Szülei uradalmi cselédek voltak báró Harkányi János legnagyobb tanyáján, Jajhalompusztán.
Elemi iskolai tanulmányait báró Harkányi János legnagyobb tanyáján, Jajhalompusztán, a tanyasi iskolában végezte. Kolozsvári József tanítója javaslatára Sátoraljaújhelyen részt vett egy tehetségkutatáson, melynek sikeres eredményeként a mezőkövesdi Szent László Gimnáziumban folytathatta tanulmányait. Itt konviktusi diákként tanult, tandíjmentesen. Színészi képességeit bizonyítja, hogy a diákok által bemutatott Háry János daljátékban ő alakította Marci bácsit.
Rendszeresen focizott, balszélső volt. Többek között együtt játszott Reményi Gyulával, az Antal testvérekkel a mezőkövesdi csapatban. Itt figyelt fel rá a Budapesti Kinizsi (a Ferencváros akkori neve) játékosmegfigyelője, és felcsalta Budapestre. Csupán szűk egy évig focizott a Kinizsi II. csapatában.
Budapesten a Rudas László (volt Kemény Zsigmond) Gimnáziumban végezte el a VIII. osztályt 1951-ben.

Jelentkezett a Külügyi Akadémiára (német külkereskedelmi szakra), majd elvégezte az Idegen Nyelvek Főiskoláját is.

1955-ben megnősült, feleségül vette Abonyi Évát. Fia, Kasnyik István László 1956-ban született.

## Diplomata pályájának főbb állomásai
- Londonban, majd Washingtonban a Magyar Népköztársaság alkonzulja (1969-1973)
- A Külügyminisztérium osztályvezetője (1974-1977)
- New Yorkban Magyarország New York-i főkonzulátusa vezetője,  (1977-1981 főkonzul)
- Ismét külügyminisztériumi osztályvezető (1981-1987)
- Nagykövet Tanzániában (1987-1988, fél évig, mivel szíve nem bírta a rendkívüli időjárási megterhelést).

## Munkássága
Támogatta a „Petőfi-program”-ot, melynek keretén belül észak-amerikai Petőfi-szobrok felkutatását és megkoszorúzását szervezték meg. 1973-ban Lehoczky Éva, Berek Kati, Marczis Demeter, Antal Imre alkotta művészdelegációval Clevelandban és Buffaloban koszorúztak.
Részese volt egy ritka Petőfi szerződés hazajuttatásának, melyben Petőfi saját kezű aláírásával meghatalmazza Emich Gusztávot versei kiadására.
Részt vett az engedélyeztetési eljárásban, hogy a két 1956-os magyar disszidens (Krug László és Németh Zsigmond) óceánrepülők egy Bonanza típusú kisgépen 1981 júliusában, leszállás nélkül, Új-Fundlandról a Ferihegyi repülőtérre repülhessenek. (Az 1931-es hőstett után második alkalommal repülték át magyarok az óceánt kisgéppel.)
Jó kapcsolatban volt olyan híres művészekkel, mint Lindenfeld Emil, Szalay Lajos, Domján József, Karády Katalin.
Tanzániából történt hazautazása után nyugdíjasként dolgozott a Külügyminisztériumban.
Számos magyar és angol újságcikk számolt be tevékenységéről, érdemeiről.
2009. március 22-én hunyt el Budapesten és a törökbálinti temetőben nyugszik felesége mellett.